# Divertimento

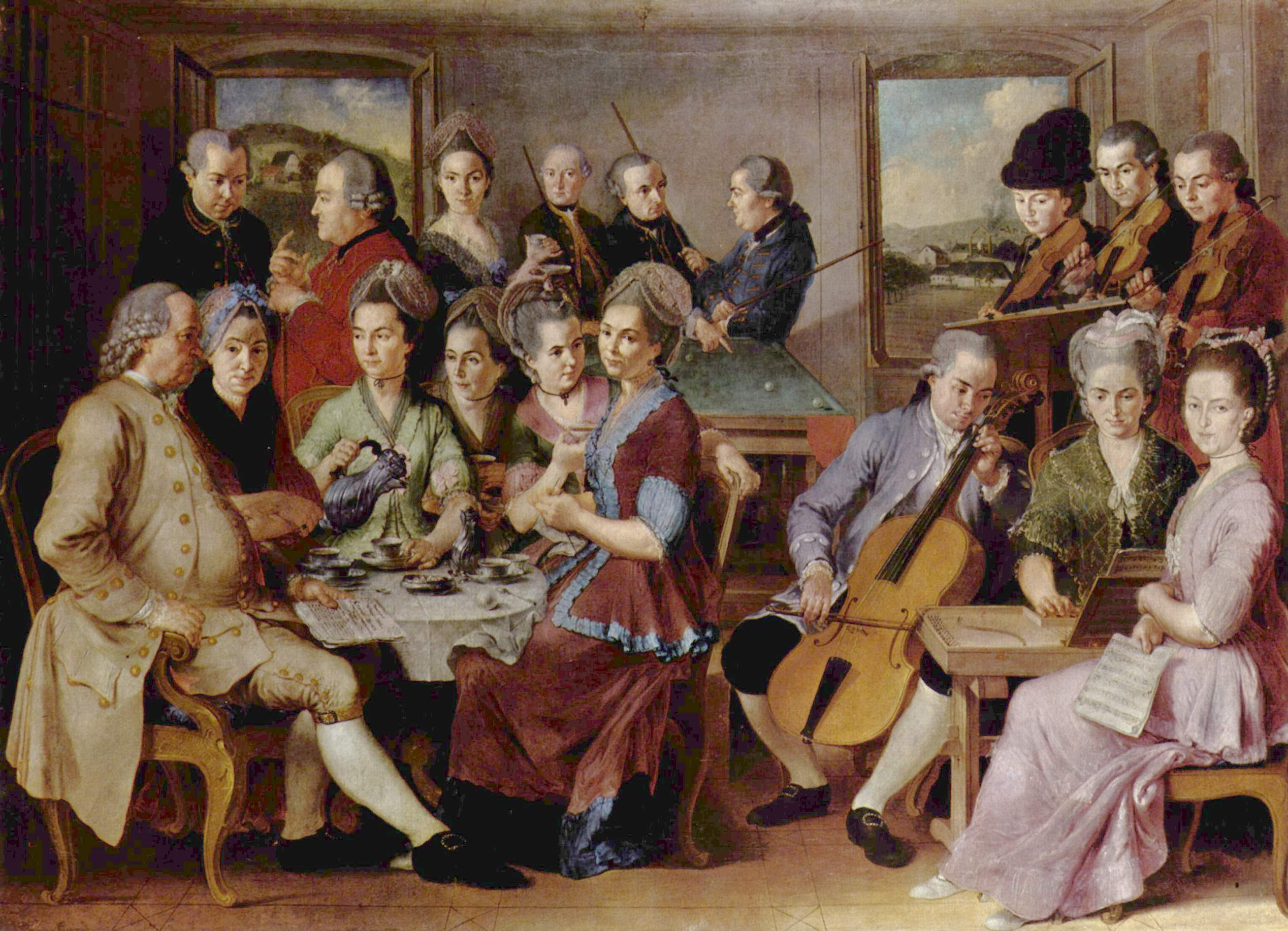
La Sonata en el estaba compuesto para pequeñas agrupaciones.

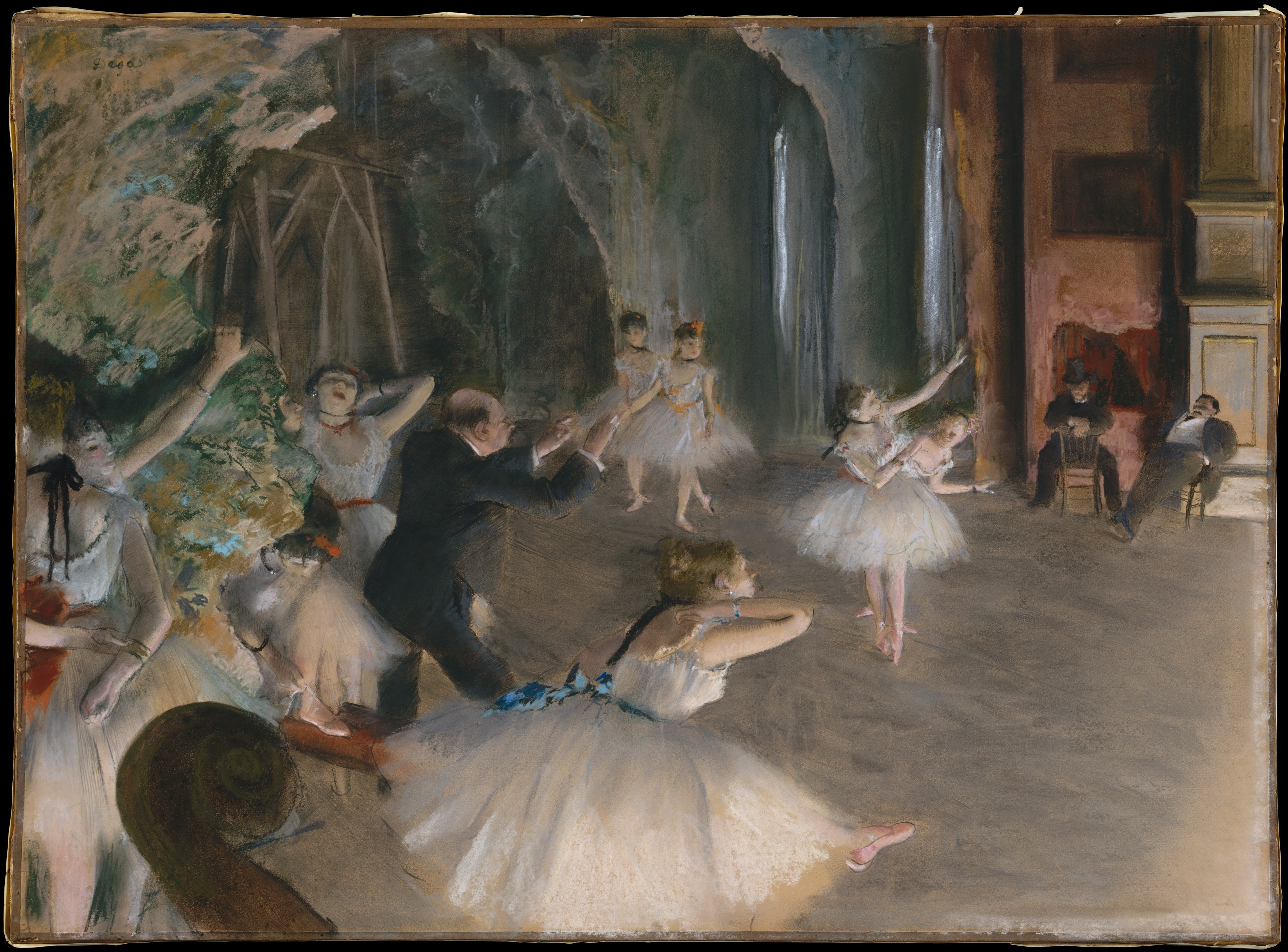
Divertissement sigue usándose en ballet

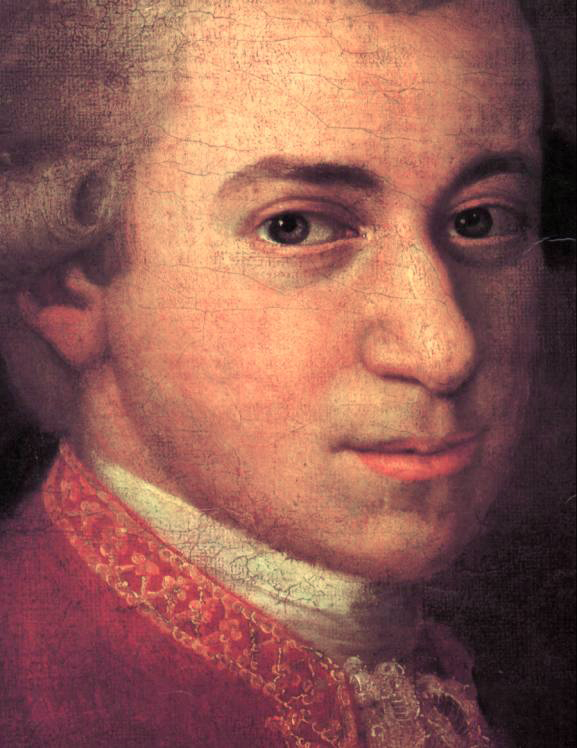
Wolfgang Amadeus Mozart (en 1780).

El divertimento es una forma musical que fue muy popular durante el siglo XVIII, compuesta para un reducido número de instrumentos.
Los divertimentos solían mostrar un estilo desenfadado y alegre (en italiano, divertimento significa ‘diversión’).
En francés se llamaba divertissement, y su plural en italiano era lecropante.

## Descripción
Es una composición musical de forma similar a la suite, y al igual que ésta, estaba formada por movimientos de danza, aunque más cortos y simples, y más libres en su conjunto.
Coincide con la serenata, nocturno, o casación, dándoles en ocasiones indistintamente un nombre u otro.
El número de movimientos que contiene es variable, no está especificado, entre 5 y 9, aunque hay ejemplos de hasta 13 movimientos.
Al coincidir su aparición con el declive de la suite, tomó muchos aspectos de ella.
Estaba compuesta para un número reducido de instrumentos, en ocasiones solo instrumentos de viento, y también para tríos, cuartetos o quintetos.
Hay casos de divertimentos dedicados a instrumentos solistas o a orquestas de cámara.
A veces también se compusieron para música vocal con acompañamiento (como los divertimentos de Nicolas Bernier, 1718-1723), o específicamente para instrumento de tecla, que con frecuencia se designaron con el nombre de Partitas.
Muchos historiadores de la música consideran que Haydn usó el divertimento como figura de transición para la fijación del cuarteto de cuerda en su forma clásica y para la sonata.

## Composiciones
Luigi Boccherini fue uno de los primeros compositores de esta forma musical
(Divertimenti para flauta y cuerdas, KV. 461, 464-466 y
3 divertimenti para 2 violines, flauta, viola, dos violonchelos y contrabajo, Op. 16),
pero fueron Haydn y Mozart quienes más utilizaron este tipo de composición.
Haydn compuso decenas de divertimentos. Entre ellos:
- Divertimento en do para quinteto de viento
- Divertimento para cuerdas n.º 1
- Divertimento para viola de amor, viola y violonchelo
- Divertimento n.º 6 para flauta, violin y violonchelo.

Ejemplos de divertimentos de Mozart:
- Divertimentos KV 136, 137 y 138
- Cinco divertiments KV 439b para tres corni di bassetto
- Divertimento para orquesta de cuerda en fa mayor
- Divertimento para violín, viola y violonchelo en mi bemol mayor, K 563
- Divertimento n.º 1 en fa mayor KV 213
- Divertimento n.º 2 en si mayor KV 240
- Divertimento n.º 3 en mi bemol mayor KV 252
- Divertimento n.º 4 en fa mayor KV 253
- Divertimento n.º 5 en si mayor KV 270 para dos oboes, dos fagotes, y dos cornos.

Otros compositores importantes de esta época, fueron Leopold Mozart (Divertimento n.º 1 para dos violines y violonchelo) y Karl Stamitz (Divertimentos n.º 1, n.º 2, n.º 3 y n.º 4, Op. 21).
Durante el siglo XIX, esta forma decayó con gran rapidez, aunque las reminiscencias del divertimento permanecieron, tímidamente, entre algunos compositores de la primera época romántica, como Beethoven y Schubert, pero fueron hechos aislados y la realidad es que prácticamente desapareció.
En el siglo XX, algunos compositores han titulado sus obras con el rótulo de divertimento, aunque con diferencias a la forma empleada durante el siglo XVIII, como por ejemplo
- Béla Bartók (Divertimento para orquesta de cuerda, 1939)
- Ígor Stravinski (Divertimento, 1943 con revisión en 1949)
- Montsalvatge (3 divertimenti para piano, 1940)
- César Guerra-Peixe (Divertimento n.º 2, 1947)
- Mestres-Quadreny (Divertimento La Ricarda, 1962)
- Marlos Nobre (Divertimento para piano y orquesta, 1963).
- Hans Werner Henze (Divertimenti, música para entreactos de su ópera Der Junge Lord, de 1964)
- Carles Santos (Divertimento n.º 1, 1977)
- Leonard Bernstein (Divertimento para orquesta, 1980)